# جان لوك ساسوس
جان لوك ساسوس (بالفرنسية: Jean-Luc Sassus)‏ (4 أكتوبر 1962 في ميدي بيرينه) لاعب كرة قدم فرنسي معتزل كان يجيد اللعب في خط الدفاع . سبق له اللعب في أندية تولوز ، كان، باريس سان جيرمان ، ليون ، وسانت إتيان . شارك في مباراة دولية واحدة مع منتخب فرنسا في 1992 .

## روابط خارجية
- جان لوك ساسوس على موقع الاتحاد الدولي (مؤرشف)  (الإنجليزية)
- جان لوك ساسوس على موقع قاعدة بيانات كرة القدم.إي يو (الإنجليزية)
- جان لوك ساسوس على موقع ليكيب (الفرنسية)
- جان لوك ساسوس على موقع ناشيونال فوتبول تيمز (الإنجليزية)
- جان لوك ساسوس على موقع عالم كرة القدم.نت (الإنجليزية)